# Bavón de Gante
Bavón de Gante, también conocido como Bavo, Allowin, Bavonius y Baaf (Lieja, 622 – Gante, 659) fue un caballero franco y, tras su conversión, venerado como santo de la Iglesia católica y la ortodoxa.

## Vida
Existen cuatro textos sobre su vida, en buena parte legendarios; el más antiguo fue probablemente escrito en tiempos de Eginardo, abad muerto en el 844.
Bavón nació cerca de Lieja, Bélgica, en el seno de una noble familia franca que le dio el nombre de Allowin. Su padre fue Pipino de Landen, mayordomo del palacio de Austrasia y fundador de la dinastía de los Pipínidas.
De joven fue cruel; solía vender sus siervos como esclavos a otros nobles locales. Fue soldado y tuvo una vida desordenada e indisciplinada. Contrajo un ventajoso matrimonio con la hija de Adilio, conde merovingio, del cual tuvo una hija llamada Agletrude.  Poco después de la muerte de su joven esposa se propone cambiar de vida, cuando escucha el sermón de San Amando. Dona sus bienes a los necesitados y a la abadía de San Amando. Después de varios viajes evangelizadores por Francia y Flandes, regresa a Gante y lleva una vida de eremita y asceta durante 3 años, en una celda que construye en el hueco de un gran árbol en el bosque de Malmedy. Finalmente se convierte en monje benedictino e ingresa en la abadía de San Amando que luego tomará su nombre y será conocida como la abadía de San Bavón. Allí muere y es enterrado. Actualmente sus reliquias se encuentran en la catedral de Gante y en la abadía de Nesle-la-Reposte, lugar donde fueron llevadas por los monjes que huyeron de Gante entre los años 882 y 883 debido a las invasiones normandas.

## Veneración
Bavón es el patrono de Gante y Lauwe en Bélgica, y Haarlem en los Países Bajos. En la iconografía se lo representa como un caballero armado con una espada y un halcón, por lo cual se lo considera, además, patrono de la cetrería. En Gante, en épocas medievales se solían pagar los impuestos el 1.° de octubre, día de su conmemoración, por ese motivo, a veces se lo representa con una bolsa de dinero. De acuerdo con Rodolfus Glaber, el nombre de la ciudad de Bamberg significa "Monte de Bavón". Su imagen forma parte del escudo del suburbio Wilrijk de la ciudad de Amberes, Bélgica.
Varias iglesias están dedicadas a Bavón, entre ellas:
- La Catedral de San Bavón en Gante, Bélgica.
- La Catedral de San Bavón en Haarlem, Países Bajos.
- La iglesia de San Bavón en Heemstede y Lauwe, Bélgica.
- La iglesia y escuela de San Bavón en Mishawaka, Indiana, Estados Unidos.